# Laniidae
I Laniidi (Laniidae Rafinesque, 1815) sono una famiglia di uccelli dell'ordine dei Passeriformes, comunemente chiamati averle. La famiglia include 33 specie raggruppate in quattro generi.

## Descrizione

Illustrazione di Lanius excubitor.

La famiglia annovera uccelli di dimensioni medio-piccole, che vanno dai 14 cm dell'averla di Emin ai 25 cm delle grandi specie boreali, con alcune specie dalla lunga coda che superano i 30 cm e in alcuni casi (generi Corvinella e Urolestes) arrivano il mezzo metro.
L'aspetto è massiccio ma slanciato, con grossa testa e becco adunco che riflette le loro abitudini predatorie: alla base del becco sono presenti robuste setole, mentre il margine dello stesso può presentare una sorta di seghettatura. Le ali sono arrotondate e la coda è piuttosto lunga (in alcune specie africane più del corpo) e squadrata.
Il piumaggio è sobrio, generalmente dominato dalle tonalità del grigio o del bruno, non di rado con presenza di aree più o meno estese di nero o bianco (solitamente in forma di mascherine facciali, mustacchi o sopracciglia): non mancano specie quasi interamente nere o bianche, o altre con presenza di aree rossicce o fulve.

## Biologia
La famiglia comprende specie che vivono da sole o in coppie, dalle abitudini fortemente territoriali: non di rado, i territori di questi uccelli comprendono aree sgombre dalla vegetazione con presenza di punti sopraelevati in evidenza, sui quali essi passano gran parte del tempo in una caratteristica posa impettita, al doppio scopo di tenere d'occhio i dintorni per verificare la presenza di cibo e di tenere lontani eventuali intrusi. Anche le specie migratorie rivendicano un proprio territorio durante gli spostamenti stagionali, il quale ha generalmente estensione più ridotta e viene difeso meno accanitamente rispetto a quanto osservabile durante il perioro riproduttivo. 

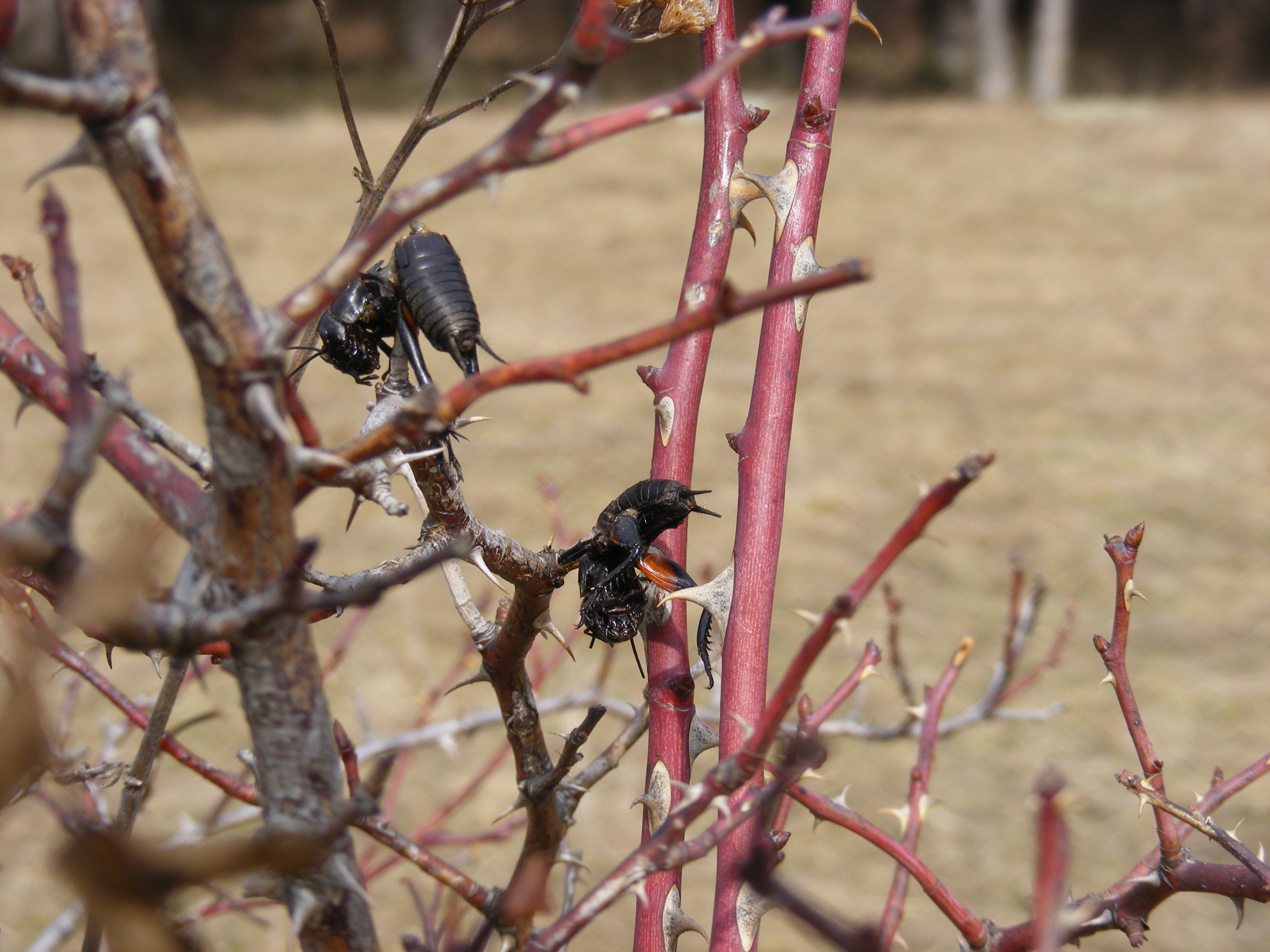
Grilli impalati su spine di rovo da un'averla piccola a Miercurea Ciuc.

Il cibo è costituito principalmente da piccoli animali: le specie ascritte alla famiglia hanno l'abitudine di infilzare le proprie prede su spine od oggetti appuntiti, allo scopo sia di conservarli nel caso di cibo in eccesso che di poterli comodamente spezzettare in bocconi più piccoli e facili da inghiottire. Inoltre, alcune delle prede (come la locusta Romalea guttata) possiedono tossine velenose, che si degradano dopo la morte permettendo così alle averle di cibarsene senza problemi.
La famiglia comprende quasi esclusivamente specie monogame, con alcuni casi di poliginia. I maschi attraggono le femmine nel proprio territorio accumulando sui posatoi spinosi grandi quantità di cibo, oltre a piccoli oggetti colorati non commestibili: durante il corteggiamento, il maschio mima l'azione di infilzare le prede nei ramoscelli ed offre cibo alla femmina.

I due partner collaborano nella costruzione del nido, nella cova e nell'allevamento della prole, aiutati talvolta in questo (comportamento questo osservato in alcune specie di averla propriamente detta, così come in Corvinella ed Eurocephalus) dai giovani appartenenti a covate precedenti. I pulli sono nidicoli.

## Distribuzione e habitat
La famiglia presenta diffusione molto ampia, con la maggior parte delle specie diffuse in Africa ma con un areale che abbraccia tutta l'Eurasia spingendosi attraverso l'Insulindia fino all'Irian Jaya e due specie che popolano il Nord America, a sud fino all'istmo di Tehuantepec.
La maggior parte delle specie predilige gli spazi aperti con presenza di sparsa vegetazione arborea e cespugliosa, con un paio di specie che popolano invece le foreste. Alcune specie di averla, inoltre, effettuano migrazioni da nord a sud per sfuggire ai rigori dell'inverno.

## Tassonomia
La famiglia include quattro generi, per un totale di 34 specie:
Famiglia Laniidae
- Genere Corvinella Lesson, 1831 - 1 sp.
- Genere Urolestes Cabanis, 1850 - 1 sp.
- Genere Eurocephalus Smith, 1836 - 2 spp.
- Genere Lanius Linnaeus, 1758 - 29 spp.

Corvinella corvina.
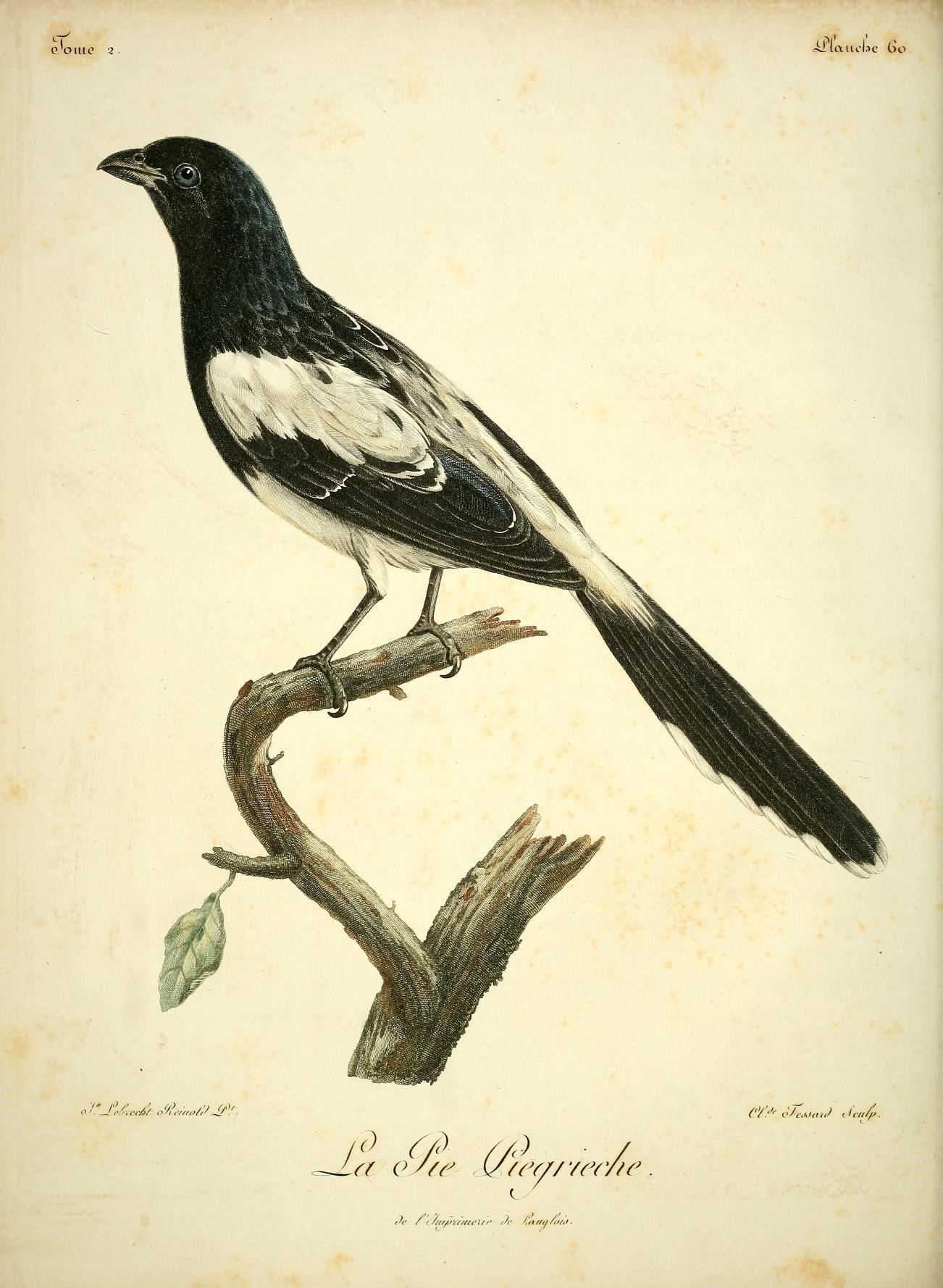
Urolestes melanoleucus.
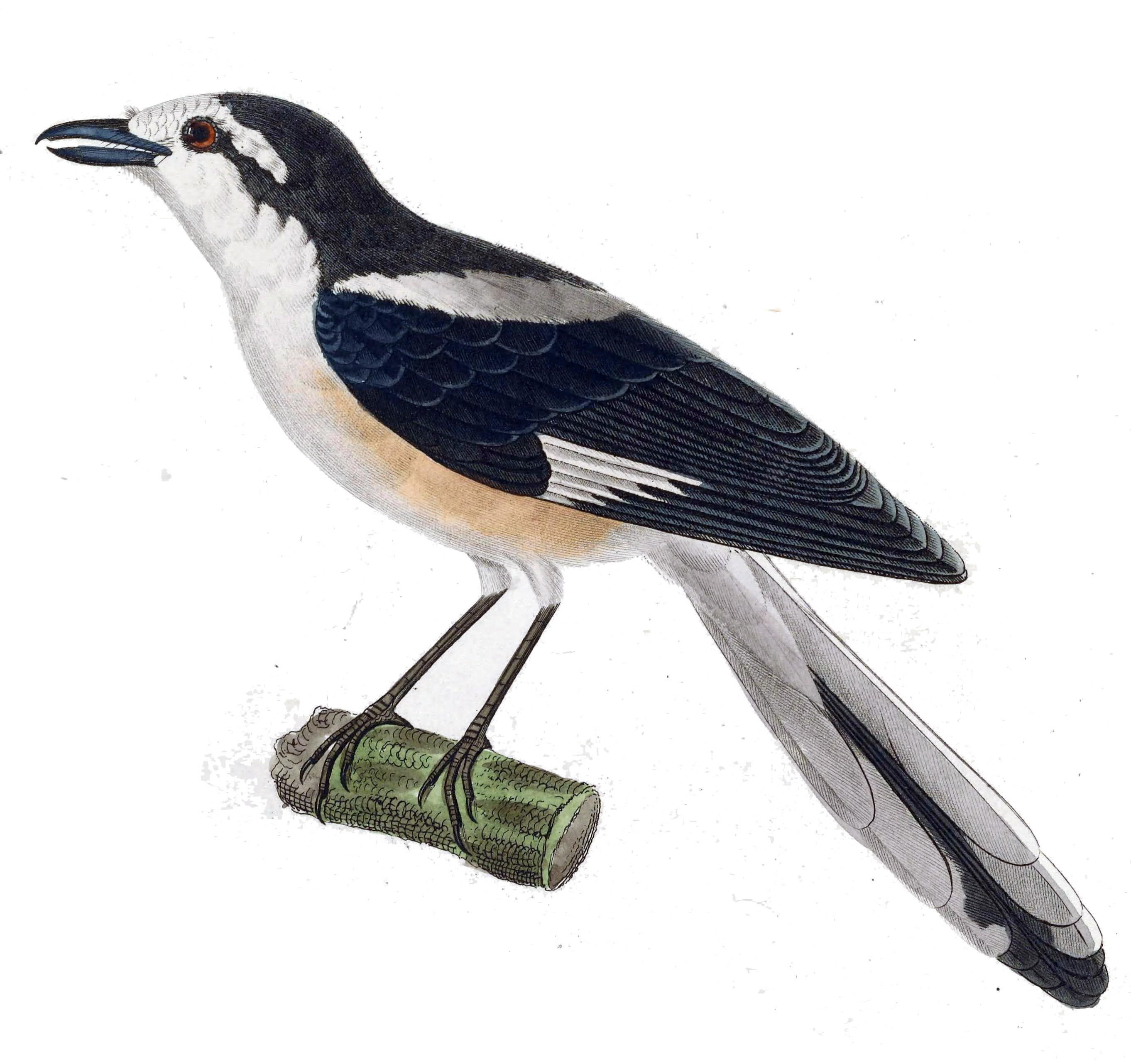
Lanius nubicus.

All'interno della famiglia sono identificabili un clade comprendente il solo genere Eurocephalus, uno comprendente i generi Corvinella ed Urolestes ed uno, verosimilmente parafiletico, comprendente le averle propriamente dette: la famiglia è piuttosto basale in seno ai passeriformi, e mostra affinità coi Corvidae (rispetto ai quali sarebbe un sister taxon) ed i Monarchidae, mentre sono ancora da chiarire le relazioni filetiche con la ghiandaia crestata, in passato ascritta alla famiglia.